# حرية الدين في مصر
يعطي الدستور المصرى الحق في حريّه في الاعتقاد وممارسة الطقوس الدينية، إلا أنه وفي الممارسة، تضع الحكومة حدودا عملية لهذه الحقوق. الاسلام هو الدين الرسمى للدوله، والشريعه الاسلاميه هي المصدر الرئيسى للتشريع.
بالرغم من وجود خطوات إيجابية بإتجاه حرية الاعتقاد، إلا أن احترام الحرية الدينية من طرف الدولة إنخفض بشكل عام، يمارس غير المسلمون من أتباع الديانات المعترف بها من الحكومة عموما الصلاة من غير تحرش ويحافظون على علاقاتهم بالمتدينيين في دول أخرى، أما أتباع الديانات التي لا تعترف بها الحكومة، وبالذات البهائية يعانون عموما وعلى مستوى الأفراد.
حكم محكمة أدنى فسر بأن ضمان الدستور الحرية الدينية لا ينطبق على المواطنين المسلمين في حال غيرو دينهم، هذا الحكم قيد الإستئناف. بينما حكمت محاكم في قضايا منفصلة لطفل عمره 13 عاما، ولد لعائلة مسيحية، دخل الإسلام وإستصدر وثائق تثبت تحولهم للمسيحية مرة أخرى، كما سُمح لبهائيين بإستصدار وثائق مدنية. إلا أن أضافت طلبات تحدد مغيري دياناتهم للمسيحية أو البهائية على أنهم مرتدون، وهو أمر سيفضحهم، لو طبق، ويعرضهم لتمييز من وكلاء الحكومة والمجتمع. بالإضافة إلى ذلك، تمسكت محاكم أدنى بأن ضمان الدستور لحرية الأديان لا ينطبق على البهائيين.
وكذلك ألقت الحكومة القبض على متحولين من الإسلام للمسيحية، ومنادين بحرية الأديان، وأطفال مسيحيون لأهل تحولول للإسلام. كما فشلت الحكومة في إصلاح قوانين وممارسات حكومية تميز ضد المسيحين، وهو أمر يسمح بالتمييز ضدهم ويؤثر على المجتمع وجعله عدواني تجاههم. ويرى مراقبون أن استجابة الشرطة لحوادث عنف طائفي كانت بطيئة.
يستمر التمييز الديني والتوتر الطائفي في تلك الفترة، حيث كان هناك العديد من حوادث عنف في الصعيد، منه هجوم شنه بدو على دير أبو فانا وإضرام النار المقصود بمحال تجارية مملوكة لمسيحيين في أرمنت، وهجوم آخر على كنيسية مسيحية ومحل تجاري لمسيحي في إسنا. كما تعرض متحول من الإسلام للمسيحية إسمه محمد حجاري للتهديد بالقتل، وإختبأ هو وزوجته بعدما جذبت قضيته انتباه الإعلام.